# 독립변수와 종속변수

수학에서 함수를 나타낼 때 직교좌표계에 그래프로 나타내는 경우가 많다. 이 때 독립변수를 가로축에, 종속변수를 세로축에 표시한다. 위 그림에서는 독립변수를 x로, 종속변수를 y로 나타내었다.

독립변수(獨立變數, 영어: independent variable)와 종속변수(從屬變數, 영어: dependent variable)는 실험으로 획득한 데이터를 통해 수학적 모델을 세우거나 통계적 모델을 세울 때 사용되는 변수의 두 종류다. 종속변수가 독립변수에 의해 영향을 받는다고, 즉 종속되어있다고 해석하기 때문에 이러한 이름이 붙여졌다. 따라서 독립변수는 입력값이나 원인을 나타내며, 종속변수는 결과물이나 효과를 나타낸다. 기타 여러 가지 원인으로 관찰 중인 변수들은 기타 변수라고 한다.

## 통계학 용어
독립변수는 예측변수(predictor variable<), 회귀자 혹은 회귀변수(regressor), 통제변수(controlled variable), 조작변수(manipulated variable), 노출변수(exposure variable), 리스크 팩터(risk factor) 등의 다양한 용어로 불리며, 기계 학습 혹은 패턴 인식에서는 언어학의 전통에 따라 자질(feature)이라고도 한다. 그냥 단순히 입력변수(input variable)라고도 한다.
또한 독립변수는 설명변수(explanatory variable)라고 하기도 한다. 독립변수로 취급하는 것의 수량이 통계적으로 독립적이지 않을 경우에 한하여 더 선호된다.

## 같이 보기
- 상관분석
- 회귀분석